# Diócesis de Chilpancingo-Chilapa
La diócesis de Chilpancingo-Chilapa (en latín: Dioecesis Chilpancingensis-Chilapensis) es una circunscripción eclesiástica de la Iglesia católica en México. Se trata de una diócesis latina, sufragánea de la arquidiócesis de Acapulco. Desde el 11 de febrero de 2022 su obispo es José de Jesús González Hernández, de la Orden de Frailes Menores.

## Territorio y organización

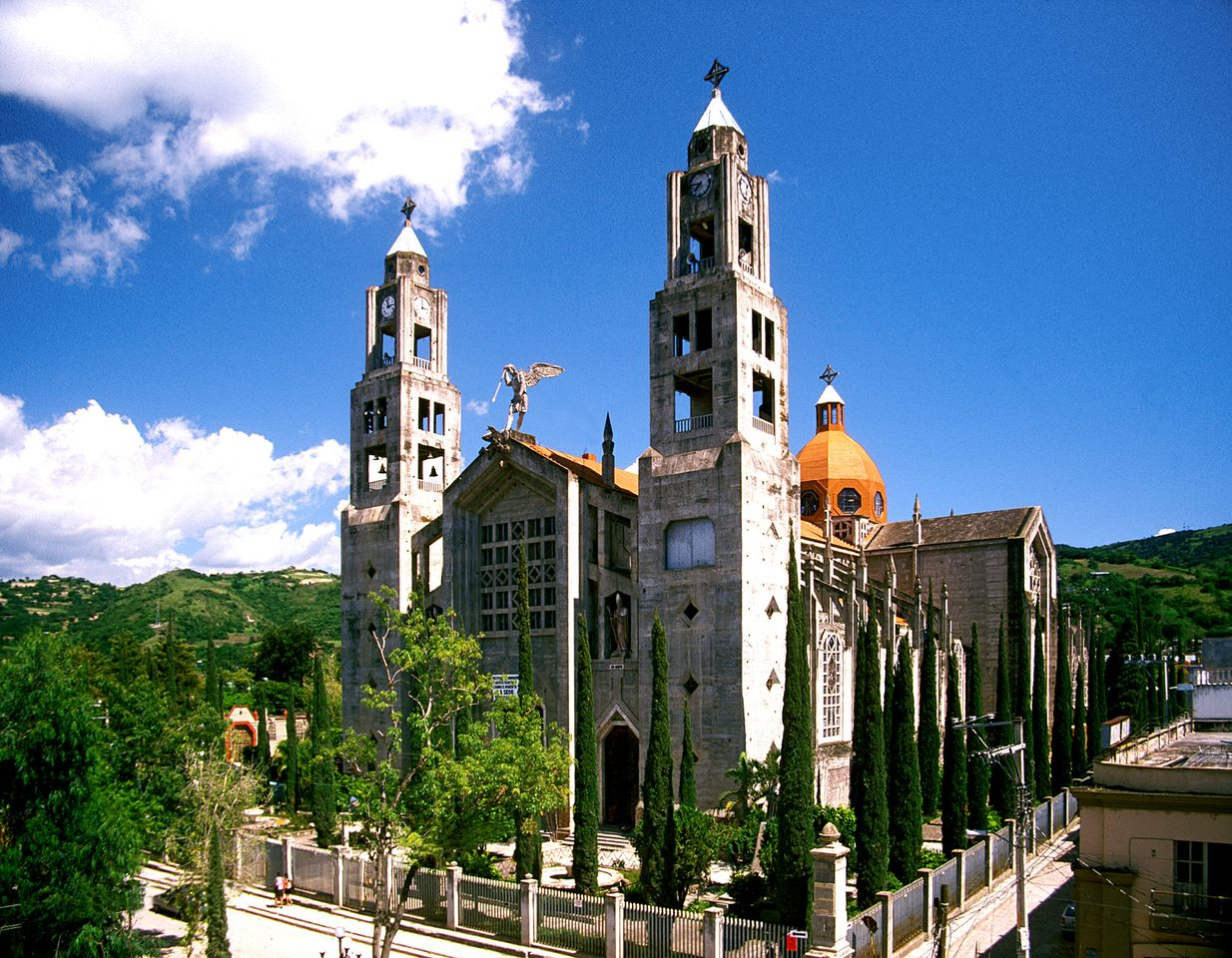
Concatedral de la Asunción de María, en Chilapa de Álvarez

La diócesis tiene 19 860 km² y extiende su jurisdicción sobre los fieles católicos de rito latino residentes en la parte centro-septentrional del estado de Guerrero.
La sede de la diócesis se encuentra en la ciudad de Chilpancingo de los Bravo, en donde se halla la Catedral de Santa María de la Asunción. En Chilapa de Álvarez se encuentra la Concatedral de la Asunción de María.
En 2021 en la diócesis existían 97 parroquias agrupadas en 9 decanatos y estos agrupados en dos regiones pastorales:
- Región Pastoral 1 Sur Chilapa, decanatos: Chilapa, Chilpancingo, Mochitlán, Zumpango y de la Sierra;
- Región Pastoral 2 Norte Iguala, decanatos de: Huitzuco, Iguala, Taxco y Teloloapan.

## Historia
La diócesis de Chilapa fue erigida el 27 de febrero de 1816 con la bula Universi Dominici gregis del papa Pío VII, obteniendo el territorio de la arquidiócesis de Michoacán (hoy arquidiócesis de Morelia), de la arquidiócesis de México y de la diócesis de Tlaxcala (hoy arquidiócesis de Puebla de los Ángeles).
Sin embargo, debido a las adversidades políticas, la bula no pudo implementarse y la diócesis quedó solo en el papel. Fue reerigida el 16 de marzo de 1863 con la bula Grave nimis del papa Pío IX, obteniendo el territorio de los mismos distritos eclesiásticos. Originalmente era sufragánea de la arquidiócesis de México e incluía todo el estado de Guerrero.
El 18 de marzo de 1958 cedió una porción de su territorio para la erección de la diócesis de Acapulco (hoy arquidiócesis de Acapulco) mediante la bula Quo aptiori del papa Pío XII.
El 27 de octubre de 1964 cedió otra porción de su territorio para la erección de la diócesis de Ciudad Altamirano mediante la bula Populo Dei del papa Pablo VI.
El 10 de febrero de 1983 pasó a formar parte de la provincia eclesiástica de la arquidiócesis de Acapulco.
El 20 de octubre de 1989, con el decreto Cum urbs de la Congregación para los Obispos, la sede del obispado fue trasladada de Chilapa a Chilpancingo y la diócesis asumió su nombre actual.
El 4 de enero de 1992 cedió otra porción de su territorio para la erección de la diócesis de Tlapa mediante la bula Efflorescentem Mexici del papa Juan Pablo II.

## Estadísticas
Según el Anuario Pontificio 2022 la diócesis tenía a fines de 2021 un total de 1 032 881 fieles bautizados.
| Año                                                                             | Población            | Población | Población      | Sacerdotes | Sacerdotes    | Sacerdotes    | Bautizados por sacerdote | Diáconos permanentes | Religiosos | Religiosos | Parroquias |
| Año                                                                             | Bautizados católicos | Total     | % de católicos | Total      | Clero secular | Clero regular | Bautizados por sacerdote | Diáconos permanentes | Varones    | Mujeres    | Parroquias |
| ------------------------------------------------------------------------------- | -------------------- | --------- | -------------- | ---------- | ------------- | ------------- | ------------------------ | -------------------- | ---------- | ---------- | ---------- |
| 1950                                                                            | 815 000              | 820 000   | 99.4           | 122        | 122           |               | 6680                     |                      |            | 47         | 80         |
| 1966                                                                            | 550 000              | 562 000   | 97.9           | 105        | 97            | 8             | 5238                     |                      | 8          | 113        | 66         |
| 1970                                                                            | 713 522              | 752 522   | 94.8           | 118        | 118           |               | 6046                     |                      |            |            | 59         |
| 1976                                                                            | 805 500              | 996 700   | 80.8           | 116        | 110           | 6             | 6943                     |                      | 6          | 153        | 73         |
| 1980                                                                            | 1 310 000            | 1 405 000 | 93.2           | 125        | 119           | 6             | 10 480                   |                      | 9          | 121        | 78         |
| 1990                                                                            | 1 503 000            | 1 550 000 | 97.0           | 130        | 122           | 8             | 11 561                   |                      | 8          | 148        | 83         |
| 1997                                                                            | 872 869              | 969 521   | 90.0           | 112        | 98            | 14            | 7793                     |                      | 14         | 28         | 87         |
| 2001                                                                            | 825 000              | 900 000   | 91.7           | 120        | 106           | 14            | 6875                     |                      | 14         | 28         | 91         |
| 2002                                                                            | 825 000              | 900 000   | 91.7           | 137        | 116           | 21            | 6021                     | 1                    | 21         | 12         | 82         |
| 2003                                                                            | 825 000              | 900 000   | 91.7           | 134        | 118           | 16            | 6156                     |                      | 16         | 170        | 86         |
| 2004                                                                            | 825 000              | 900 000   | 91.7           | 139        | 123           | 16            | 5935                     |                      | 16         | 170        | 89         |
| 2005                                                                            | 826 000              | 902 000   | 91.6           | 139        | 123           | 16            | 5942                     |                      | 16         | 170        | 73         |
| 2006                                                                            | 836 000              | 913 000   | 91.6           | 154        | 138           | 16            | 5428                     |                      | 16         | 170        | 73         |
| 2007                                                                            | 845 000              | 923 000   | 91.5           | 154        | 138           | 16            | 5487                     |                      | 16         | 170        | 73         |
| 2011                                                                            | 889 000              | 973 000   | 91.4           | 141        | 125           | 16            | 6304                     | 1                    | 16         | 188        | 75         |
| 2016                                                                            | 889 000              | 973 000   | 91.4           | 149        | 133           | 16            | 5966                     |                      | 16         | 146        | 96         |
| 2019                                                                            | 1 004 000            | 1 325 700 | 75.7           | 139        | 130           | 9             | 7223                     | 1                    | 10         | 144        | 94         |
| 2021                                                                            | 1 032 881            | 1 600 200 | 64.5           | 145        | 135           | 10            | 7123                     |                      | 10         | 132        | 97         |
| Fuente: Catholic-Hierarchy, que a su vez toma los datos del Anuario Pontificio. |                      |           |                |            |               |               |                          |                      |            |            |            |

## Episcopologio
- Ambrosio María Serrano y Rodríguez † (19 de marzo de 1863-8 de febrero de 1875 falleció)
- Tomás Barón y Morales † (7 de abril 1876-25 septiembre de 1882 nombrado obispo de León)
- Buenaventura del Purísimo Corazón de María Portillo y Tejeda, O.F.M. † (25 de septiembre de 1882-27 de mayo de 1888 nombrado obispo de Zacatecas)
- José Ramón Ibarra y González † (30 de diciembre de 1889-13 de mayo de 1902 nombrado obispo de Tlaxcala)
- José Homobono Anaya y Gutiérrez † (9 de noviembre de 1902-10 de diciembre de 1906 falleció)
- Francisco María Campos y Ángeles † (12 de octubre de 1907-5 de enero de 1923 renunció[nota 1])
- José Guadalupe Órtiz y López † (8 de junio de 1923-22 de marzo de 1926 nombrado obispo auxiliar de Monterrey[nota 2])
  - Sede vacante (1926-1929)
- Leopoldo Díaz y Escudero † (4 de noviembre de 1929-24 de noviembre de 1955 falleció)
- Alfonso Toriz Cobían † (12 de enero de 1956-20 de marzo de 1958 nombrado obispo de Querétaro)
- Fidel Cortés Pérez † (18 de diciembre de 1958-14 de agosto de 1982 falleció)
- José María Hernández González † (18 de febrero de 1983-18 de noviembre de 1989 nombrado obispo de Netzahualcóyotl)
- Efrén Ramos Salazar † (30 de octubre de 1990-19 de febrero de 2005 falleció)
- Alejo Zavala Castro (9 de noviembre 2005-20 de junio 2015 renunció)
- Salvador Rangel Mendoza, O.F.M. 20 de junio de 2015-11 de febrero de 2022 retirado)
- José de Jesús González Hernández, O.F.M., desde el 11 de febrero de 2022